# Шехзаде Касым
Шехзаде́ Касы́м (тур. Şehzade Kâsım; 1614, Стамбул — 1638, там же) — сын османского султана Ахмеда Ι и его супруги Кёсем Султан.

## Биография
Шехзаде Касым родился в Стамбуле в семье османского султана Ахмеда Ι и его супруги Кёсем Султан.
После смерти Ахмеда I в 1617 году на трон должен был взойти единокровный брат Касыма, Осман II, а самого шехзаде, как и его братьев ждала незавидная участь — всех их должны были казнить по закону Фатиха. Однако несколькими годами ранее Ахмед I сохранил жизнь брату Мустафе уже после рождения собственных сыновей. Историки считают, что Ахмед I посчитал брата неспособным угрожать его правлению в виду явной психической болезни. Ещё одной из причин отступления Ахмеда от правил явилось влияние матери Касыма, Кёсем, которая, опасаясь за жизнь сыновей, не желала после смерти султана видеть на троне шехзаде Османа, матерью которого была Махфируз. В итоге, после смерти отца Касыма на троне оказался его слабоумный дядя.
Правление бездетного Мустафы было недолгим; на троне его сменил Осман II, однако вскоре он был убит и Мустафа вновь стал султаном. В 1623 году Мустафа был смещён и султаном стал родной брат Касыма, Мурад IV. В 1637/1638 году Касыма казнили по приказу султана. Шехзаде Касым был похоронен в тюрбе Мурада III в мечети Айя-Софья.

## В культуре
В сериале «Великолепный век. Империя Кёсем» роль Касыма исполнил Догач Йылдыз.